# 東京都立八王子東高等学校
東京都立八王子東高等学校（とうきょうとりつ はちおうじひがしこうとうがっこう、英: Tokyo Metropolitan Hachioji Higashi Senior High School）は、東京都八王子市高倉町に所在する東京都立高等学校。
略称は「八東（はちひが）」「東（ひがし）」「東高」等である。また、本校の生徒のことは「東生」と呼ぶことが多い。

## 概観

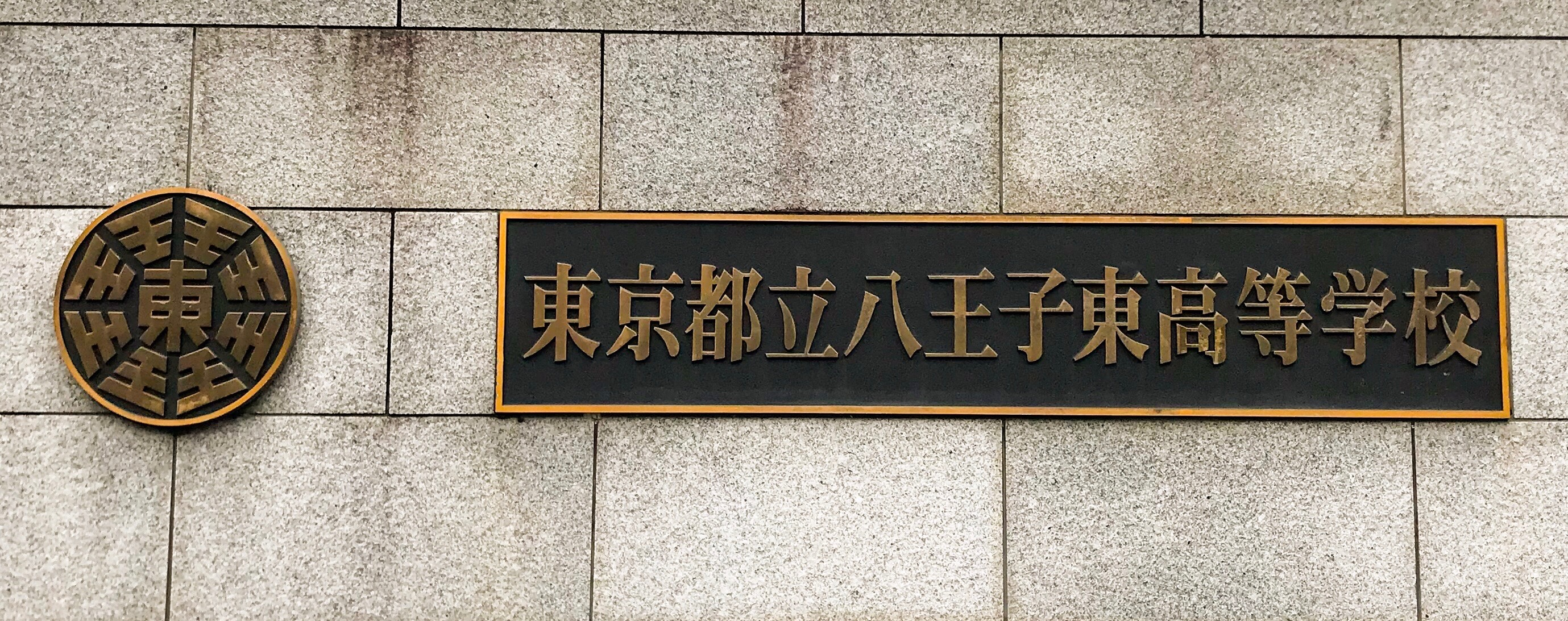
都立八王子東高校 正門名標

1976年（昭和51年）開校。東京都から進学指導重点校に指定されている進学校であるが、旧制中学校（ナンバースクール）を前身とする他の都立名門校とは異なり、「新設校」としての背景を持つ。
『～自ら学ぶ・自ら考える・自ら創る～』をキーフレーズとした「探究活動」を学習の柱としており、協働力、実践力、想像力、思考力、判断力、創造力、人間理解力、意思決定力の8つの資質・能力の育成を実践している。
「重点校の中で一番生徒を伸ばす」とも言われ、面倒見の良さに定評がある。
校名は当初「高倉」となる予定であったが、市内に既存の「片倉」と混同が予想される、との理由で現校名となった。
現在、進学指導重点校、Global Education Network 20 (GE-NET20)、理数研究校、海外学校間交流推進校、、探究的な学び推進校に指定されている。

## 沿革
1976年（昭和51年）に、日野・八王子市民による都議会への請願によって開校に至った。校地は、1950年に閉場した八王子競馬場（現在の大井競馬場の前身）、1965年に閉場した八王子牧場（現在の小林牧場の前身）などの跡地が使われた。
開校当時は新設校ということで学校群に属さず、単独選抜校であった。その後、学区内の学力上位層が集中し、学校群制度の廃止後に導入されたグループ合同選抜制度（1982年〜1993年）における第七学区（八王子市・町田市・日野市）のトップ校となった。
2001年に日比谷高校、戸山高校、都立西高校と共に進学指導重点校に指定された。2003年に学区制が廃止された後も、町田高校や国分寺高校等と共に多摩地域における難関都立高校となっている。最新の進学指導重点校等の指定については最上位の進学指導重点校に認定されている。

### 年表
（主要部の出典は本校ホームページ）
- 1974年（昭和49年）
  - 10月 - 日野市議会が都教育庁に開校決議書を提出。
  - 11月 - 初代校長・教頭・事務長が着任。
- 1975年
  - 11月 - 東京都立高倉高等学校（仮称）開設事務所が府中西高等学校内に設置される。
  - 12月20日 - 東京都立八王子東高等学校として創立。
- 1976年
  - 4月1日 - 開校。初代校長は石坂富司。
  - 5月 - 校歌制定。
  - 6月21日 - 校舎棟完成、開校記念日となる。
  - 11月 - 調布南高等学校（仮称）開設事務所を本校内に設置。
- 1977年
  - 3月 - 校旗・校歌発表会挙行。
  - 4月 - グラウンド完成。
- 1978年
  - 4月 - 体育館棟完成。
  - 5月 - プール棟完成。
  - 10月 - 開校記念式典挙行。
- 1979年3月 - 同窓会創立。
- 1980年5月 - 校舎棟5階を増設し、施設完成。
- 1982年4月 - グループ合同選抜制度導入。同時に学区が改編され、第七学区71グループに編成される。
- 1994年（平成6年）4月 - 単独選抜制度に移行する。
- 1997年7月 - 改修工事竣工（校舎棟）
- 1998年4月 - 改修工事竣工（グラウンド）
- 1999年2月 - 改修工事竣工（プール棟・体育館棟）
- 2001年9月 - 日比谷高校、戸山高校、西高校と共に進学指導重点校に指定される。
- 2002年4月 - 土曜授業を導入。
- 2003年2月 - 国語・数学・英語の3教科で自校作成問題を導入[9]。
- 2006年2月 - 八王子東サポーターズクラブ（後援会）設立。
- 2010年5月 - 東京外国語大学と高大連携協定締結。
- 2011年10月 - 高雄市立高雄高級中学との交流が始まる。
- 2015年4月 - 理数イノベーション校に指定される。（〜2017年度）
- 2016年
  - 3月 - 高雄市立高雄高級中学と姉妹校提携締結[10]。
  - 4月 - 英語教育推進校に指定される。（〜2018年度）
- 2018年4月 - 新制服を導入。理数研究校、アクティブ・ラーニング推進校、「新しい学び」研究校に指定される。
- 2019年（平成31年/令和元年）
  - 4月 - 海外学校間交流推進校に指定され、カナダ・トロントとの交流事業を開始。
  - 6月 - 三菱みらい育成財団の助成事業に採択（3年間）。
- 2022年4月 - Global Education Network 20 (GE-NET20)、探究的な学び推進校に指定される。
- 2023年
  - 3月 - トロント・リサーチ・プログラム (TRP) を実施。カナダ・トロントへ海外研修旅行（8日間）。
  - 4月 - 海外学校間交流推進校、理数研究校、探究的な学び推進校に継続指定（1年間）される。

## 象徴

### 校章

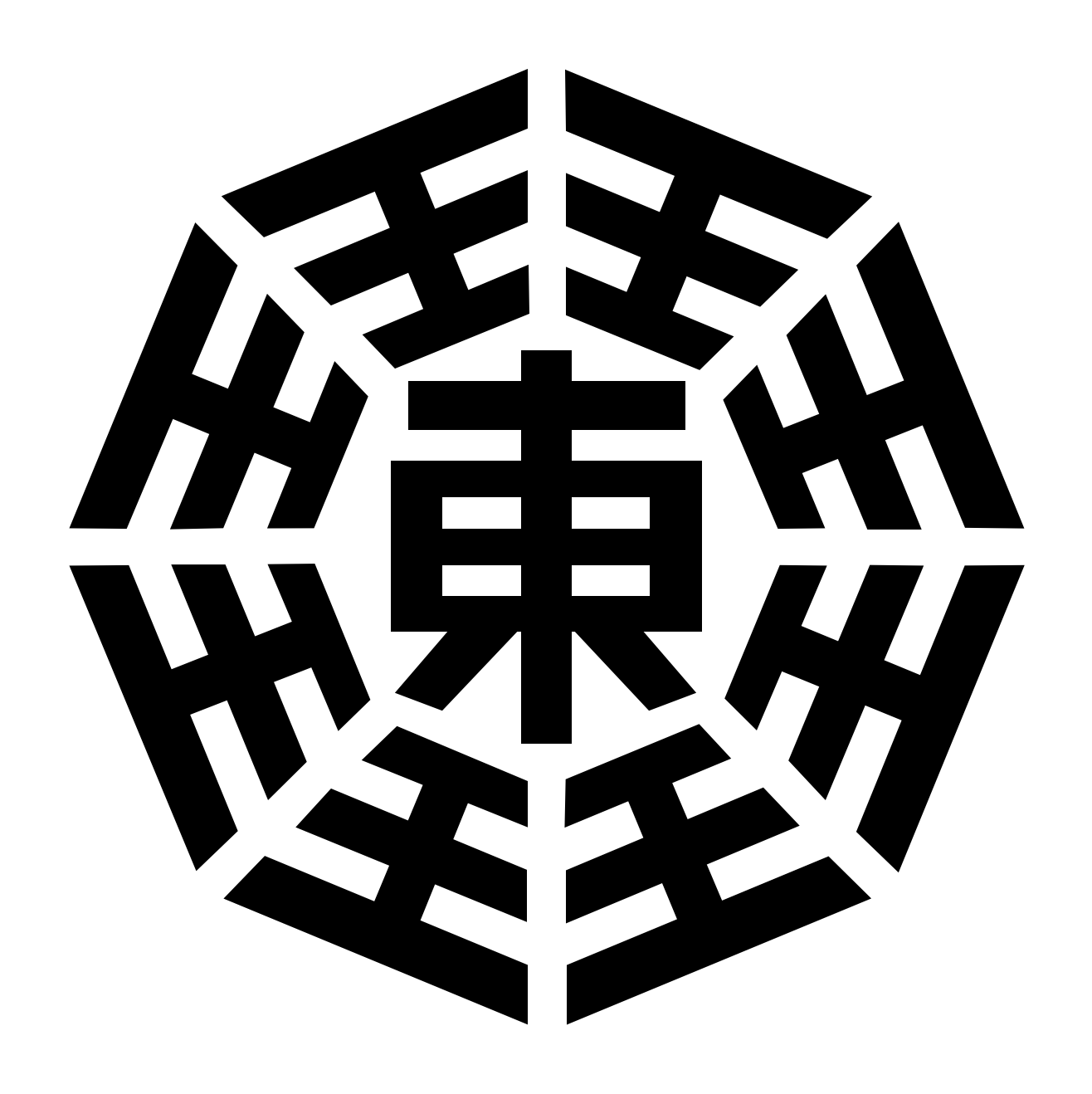
都立八王子東高校 校章

- 1期生からの約400点の応募作品を基に、初代美術教諭である平野武司が図案化したものである。須佐之男命（スサノオ）の8人の王子が住んだ、という「八王子」の由来である「王」の字を八つ環状に並べて光を表し、中央に「東」の字を入れて太陽を象徴化したものである[11][12]。
- 生徒用のバッジでは「東」の字は省かれている。

### 制服
- 男女ともに焦げ茶色（ダークブラウン）のブレザーと、えんじ色のネクタイ（女子はリボンの着用も可）である。焦げ茶色は武蔵野の大地の色、えんじ色は若者の情熱の色として選ばれた。コンセプトは「街の中でも目立ち、しかも品位のあるもの」である。
- 2018年に制服をリニューアルした[13]。撥水性、ストレッチ性が向上した。
- ジェンダーフリーの意識を取り入れ、女子はスカートの他にスラックスも着用することができるようになった[14]。

### 校樹
- シラカシ

| 「                                                              | 人間が大地を切り開くということが無かったら、この辺は樫の類で覆われていたという。冬の武蔵野を見渡すと、所々に濃い緑葉の日にきらめく大きな木が目につく。それは大抵カシノキの類であり、殊にシラカシが多い。日本文化のカシとの関係をたずねると、上代の昔まで遡ることができる。 日本書紀に「命の全けむ人は畳蘭平群の山の熊白檮が枝を髻華に挿せ此の子」（巻7 景行天皇）とある通り、上代人はたくましく大木に育つカシに生命力の神秘を感じ、形の美しい常緑の葉に邪気をはらう霊力を認めていた。シラカシはまた防風防火・生垣用として人家に植えられ、その固く弾力に富む材質から農具・工具などのあらゆる器具に用いられて、日本人の生活に大きな貢献をしてきた。 本校の教育目標は「健康」「勉学」「良識」だが、シラカシの持つこの強さ逞しさは「健康」を、 堅実な有用性は「勉学」を、日本の大地に根ざした豊かな伝統性は「良識」をそれぞれ象徴している。 | 」 |
| —一部抜粋・改変（PTA会報『志邏伽之』創刊号での校長の言葉 より） | |    |

### 校歌
1976年（昭和51年）に制定された。
作詞：石坂富司（初代校長）、作曲：杉嵜昭夫（初代音楽教諭）

## 教育目標
「健康」「勉学」「良識」
人間尊重の精神を基調とし、心身共に健康で知性と感性に富み、思いやりと規範意識のある生徒の育成を目指して次の目標を掲げ、その実現に努める。
1. 恵まれた環境・施設を活かして、逞しい身体と豊かな情操を養う。
2. 学問と芸術に対する興味と関心を引き出し、自主的勉学の態度を養成する。
3. 自由と規律についての正しい自覚を育て、高校生らしい生活態度を養成する。

## 教育
「塾・予備校要らず」を謳い、軸足を学校に置いた進学指導を目指している。難関国公立大学を目指す生徒に対応したカリキュラムが組まれている。すべての教科・科目を偏りなく学ぶために、2年次までは文系と理系に分けることなく、全員が同じ授業を受ける。3年間クラス替えを行う。これは、文理融合の時代を見据えて、多様な考え方、価値観を共有し充実させ、生徒同士の相乗効果を生み出すことを狙いとしている。
- 英語（論理表現）（1・3学年）と数学（2年生の数学B、3年生の理系数学Ⅱ）の一部の授業で習熟度別授業を取り入れている。
- 長期休業中には多くの講習が用意されている。さらに3年生は、10月後半に実施される秋期講習、大学入学共通テスト後の直前講習など、1年中数多くの講習が開かれている。

### 教育改革等
- 2002年、第8代校長殿前康雄により全国の公立高校で最初に土曜授業を導入した[15]。現在も年間20日程度実施されている。
- 都立高校で最初にグランドデザインを策定した。それを基に、これからの時代に求められる資質・能力を身につけるための教育を実践している[16]。
- 都立高校でいち早く校内のWi-Fi環境を整備し、2021年度の入学生より全員がタブレット端末を所持している。コロナ禍においても、都立高校で先駆けてオンラインの双方向授業を実施した。学校再開後にはテストにより学習の定着状況を確認、補習や補講による万全のフォロー体制をとった[16]。

### 探究
- 2018年、第13代統括校長宮本久也により、大学入試改革に対応した教育活動として「探究」という独自の取り組みを導入し、「国語探究」「英語探究」「探究基礎」「探究応用」「課題探究」という独自の授業を実施している。具体的には、大学の研究室や企業と連携した課題解決プロジェクト、個人での調査研究・論文作成・成果発表などを通して生徒の主体性と対話的で深い学びを促し、普遍的・汎用的な課題解決能力を養っている。
- 1年次は「自分の好きなものに気づいていく」個人研究、企業・研究機関・大学教授と協働するチーム研究に取り組み、2年次は各自のテーマに応じたゼミに所属して論文を作成、プレゼンテーションを行う。3年次は選択授業により、思考力・協働力・表現力・創造力をさらに発展させて、難関大学の総合型選抜・推薦入試に対応する力をつけることも可能である[16]。

## 入学試験
2003年より一般入試に国語・数学・英語での自校作成問題を採用している。（2014年度入試から2017年度入試まではグループ分けに基づくグループ作成問題を利用した。）

## 進路
- ほぼ全ての生徒が四年制大学に進学し、特に国公立大学を志望する風潮が強い。東京都立大学、横浜国立大学、東京農工大学、電気通信大学、東京学芸大学といった周辺の国公立大への進学者が多い。また、東京大学、京都大学、一橋大学、東京工業大学をはじめとする最難関大学への進学者数も都立高校としては上位である。
- 指定校推薦の枠も充実しており、2019年度は東京都立大学8名、早稲田大学2名、慶應義塾大学2名、東京理科大学2名、青山学院大学4名、中央大学8名、法政大学5名等の枠があった。

## しらかし祭（白樫祭）

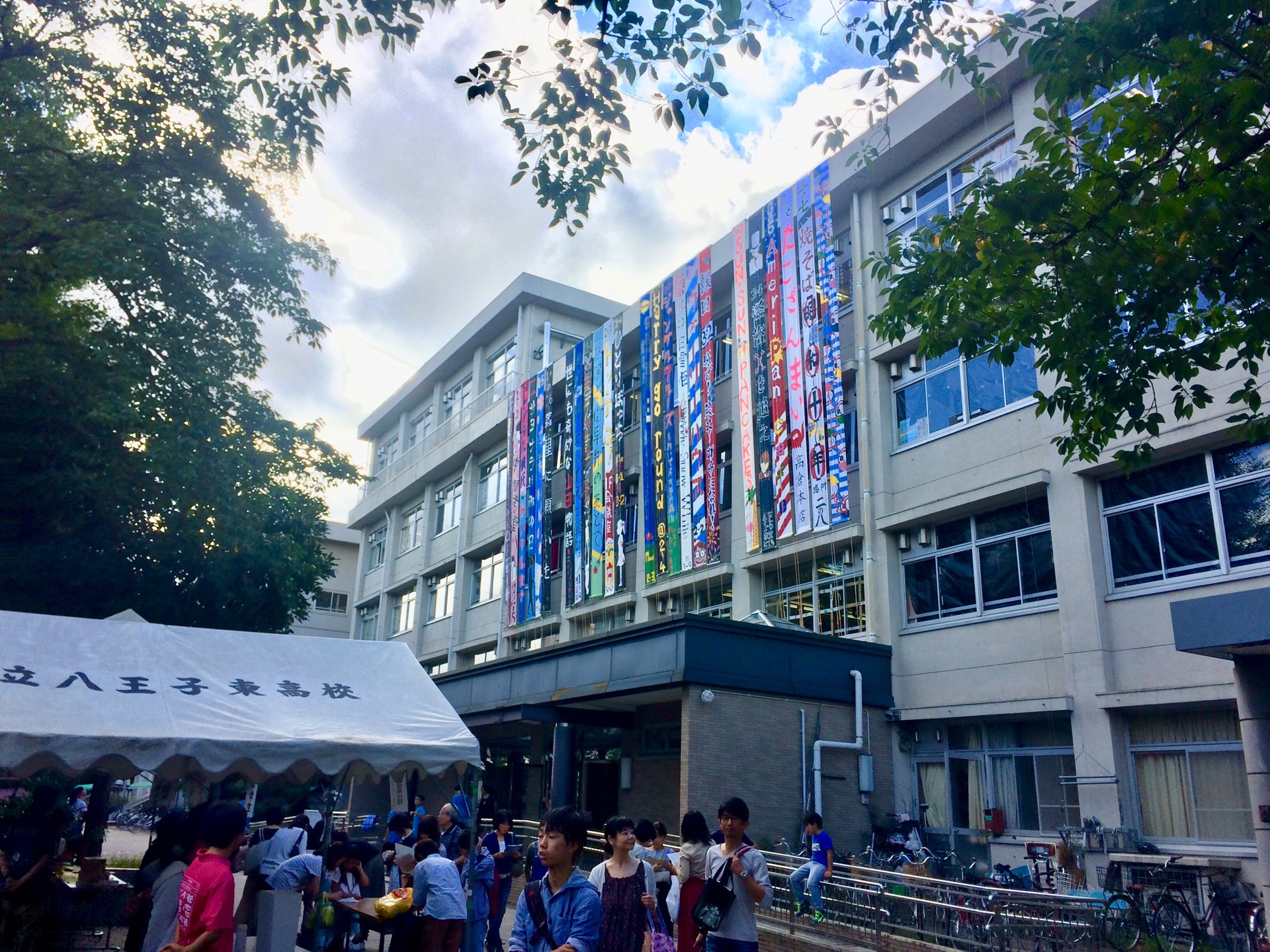
第42回しらかし祭（白樫祭）（2017年9月2,3日）

「しらかし祭（白樫祭）」とは、本校の文化祭・体育祭・後夜祭の総称で、毎年9月上旬（土・日曜日）に文化祭が、中旬（金曜日）に体育祭・後夜祭が開催される。校樹であるシラカシに因んでいる。

### 文化祭
- 本校の学校行事では唯一、一般市民が参加できる行事となっており、近隣の小中高生や保護者、本校卒業生をはじめ、多くの人が訪れる。
- クラス団体は、1年生は演劇、2年生はアトラクション、3年生はアトラクション、パーラー（喫茶）、休憩所を企画する。その他、音楽系の部活や有志団体による公演も行われる。また、有志熱気球が大型熱気球の係留飛行を校庭で行っており、来場者の搭乗が可能である。
- 賞の種類は「しらかし大賞（上位3団体）」「部門賞（演劇・アトラクション・パーラー・展示・公演）」「看板大賞」「垂れ幕大賞」があり、来場者と在校生からの得票数によって決められる。
- 2020年度は新型コロナウイルス感染症拡大により、一般公開の中止、学年別の実施となった。（行事名も「くろかし彩」となった。）

### 体育祭
- 赤団（1,2組）、白団（3,4組）、青団（5,6組）、緑団（7,8組）の4団に分かれて争う。「援団」と呼ばれる応援団によるパフォーマンスや各団のテーマに合わせて作られた巨大なパネルが目玉である。
- 賞の種類は、「総合賞」「応援賞」「同窓会賞」「パネル賞」「サポーターズクラブ賞」「大縄賞（上位5クラス）」がある。
- 令和2年度は新型コロナウイルス感染症拡大により、中止となった。

### 後夜祭
- 体育祭の日の夕方に、体育館にて在校生のみによる自由参加で行われる。しらかし大賞受賞3団体と、文化祭における投票で決められた2バンドによる公演が行われる。
- 2020年度は新型コロナウイルス感染症拡大により、一般公開の中止、学年別の実施となった。

## 学校行事
各項の後の括弧内は参加学年である。表記がない場合は全学年による。
新歓祭
入学式翌日に行われる。新2年生が主体となり、部活動・有志団体・同好会が新入生に活動を紹介する場となっている。
スポーツ大会
5月初旬に実施される。サッカー・バレーボール・ドッジボールの3種目をクラス対抗で行う。
芸術鑑賞教室
オーケストラ、演劇、歌舞伎の順に毎年1つずつ鑑賞する。
宿泊防災訓練 (1)
自然災害等で帰宅が困難になった場合に学校に宿泊することを想定して行う訓練。災害に関する講演や、消防署の指導による体験等も組まれている。また、災害用備蓄品の更新も兼ねて、備蓄倉庫の非常食、毛布等を使用する。
修学旅行 (2)
11月に実施される。近年では主に広島や大阪など関西地方に赴く。3泊4日。
遠足 (1,3)
1年生の遠足先は横浜・鎌倉方面、3年生の遠足先は東京都内で班ごとに自由に選ぶ。
スキー教室 (1,2)
冬季休業初頭に行われる。希望者のみ自由参加。
合唱祭 (1,2)
2月初旬に実施される。金賞・銀賞・銅賞・敢闘賞の計4つの賞を2学年16クラスで争う。敢闘賞は1年生が金賞・銀賞・銅賞のいずれも獲得できなかった場合に限り、無条件で1年生の最上位クラスが受賞する。本校卒業生で作曲家の相澤直人が、毎年審査員として招かれる。

## 部活動
現在ある部活動等団体の一覧は下記の通り。部活動加入率は95.0%（2020年度）。
全国大会出場経験のある部活動は、陸上競技部（2016年度インターハイ男子走り幅跳び第6位、2019年度インターハイ女子100m第8位）、水泳部（2009年度インターハイ女子背泳100m・200m）、卓球部（2009年度インターハイ男子シングルス）、演劇部（2006年度全国高等学校総合文化祭優良賞・創作脚本賞）、コーラス部（2006年度全国高等学校総合文化祭） である。

### 体育系部
- サッカー部
- 軟式野球部
- ソフトボール部
- 男子バスケットボール部
- 女子バスケットボール部
- 男子バレーボール部
- 女子バレーボール部
- 男子ハンドボール部
- 女子ハンドボール部
- 男子硬式テニス部
- 女子硬式テニス部
- 男子バドミントン部
- 女子バドミントン部
- 卓球部
- 剣道部
- 弓道部
- 陸上競技部
- 水泳部
- ダンス部
- ブレイクダンス部

### 文化系部
- 吹奏楽部
- 室内楽部
- コーラス部
- 自然科学部
- 調理部
- 華道部
- 美術部
- 文芸部

### 同好会・有志団体（主要団体のみ）
- 演劇同好会
- 体操同好会
- ネイチャーウォッチング同好会
- 有志男声合唱団ますらを
- 有志女声合唱団たをやめ
- 有志A（バンド）
- 有志写真愛好会pH
- 有志熱気球
- HHP(八王子東プロレス)
- 有志C（コメディー）

## 交通アクセス
- 電車
  - JR八高線 北八王子駅東口から徒歩11分
- バス

| 乗車駅   | 系統      | 下車停留所                  | 運行事業者    |
| -------- | --------- | --------------------------- | ------------- |
| 豊田駅   | A（日05） | 「日野平山台住宅」、徒歩1分 | ■京王バス     |
| 豊田駅   | 豊41      | 「旭ヶ丘中央公園」、徒歩6分 | ■京王電鉄バス |
| 豊田駅   | 豊56      | 「大和田坂上」、徒歩6分     | ■京王電鉄バス |
| 日野駅   | 日50      | 「大和田坂上」、徒歩6分     | ■京王電鉄バス |
| 八王子駅 | 八58      | 「大和田坂上」、徒歩6分     | ■京王電鉄バス |

### 周辺環境
- 東京都立大学日野キャンパス、八王子市立高倉小学校、トッパン・フォームズ中央研究所、高倉南公園が隣接している。スーパー三和旭が丘店が間近にあり、学校関係者の利用も多い。他にも4つのスーパーマーケットを含め多くの商業施設が学校北を通る国道20号（甲州街道・日野バイパス）沿いにある。
- 小学校・中学校・高校・大学が揃った閑静な文教地区に位置している。付近には北八王子工業団地があり、コニカミノルタ、アジレント・テクノロジーをはじめとする大企業の工場や物流拠点が集中している。

## 施設
|     | 校舎棟南部                 | 校舎棟北部                                                                                     | 体育館棟                       |
| --- | -------------------------- | ---------------------------------------------------------------------------------------------- | ------------------------------ |
| 5階 | ホール                     | 美術室                                                                                         |                                |
| 4階 | 普通教室（1年生）          | 視聴覚室、図書室、国語科準備室、第二音楽室、音楽科準備室、（第一）音楽室                       | アリーナ                       |
| 3階 | 普通教室（2年生）          | 特別教室、文化委員室、社会科準備室、社会科書道室、被服室、調理室                               | アリーナ                       |
| 2階 | 普通教室（3年生）          | 物理室、物理科準備室、CALL教室、生物室、生物科準備室、化学科準備室、化学室                     | 剣道場、柔道場、トレーニング室 |
| 1階 | 校長室、経営企画室、保健室 | 会議室、数学科準備室、進路指導室、ガイダンスルーム、職員室、放送室、印刷室、英語科準備室、購買 | 剣道場、柔道場、トレーニング室 |

その他の体育関連施設
- プール棟 - 内階段2箇所

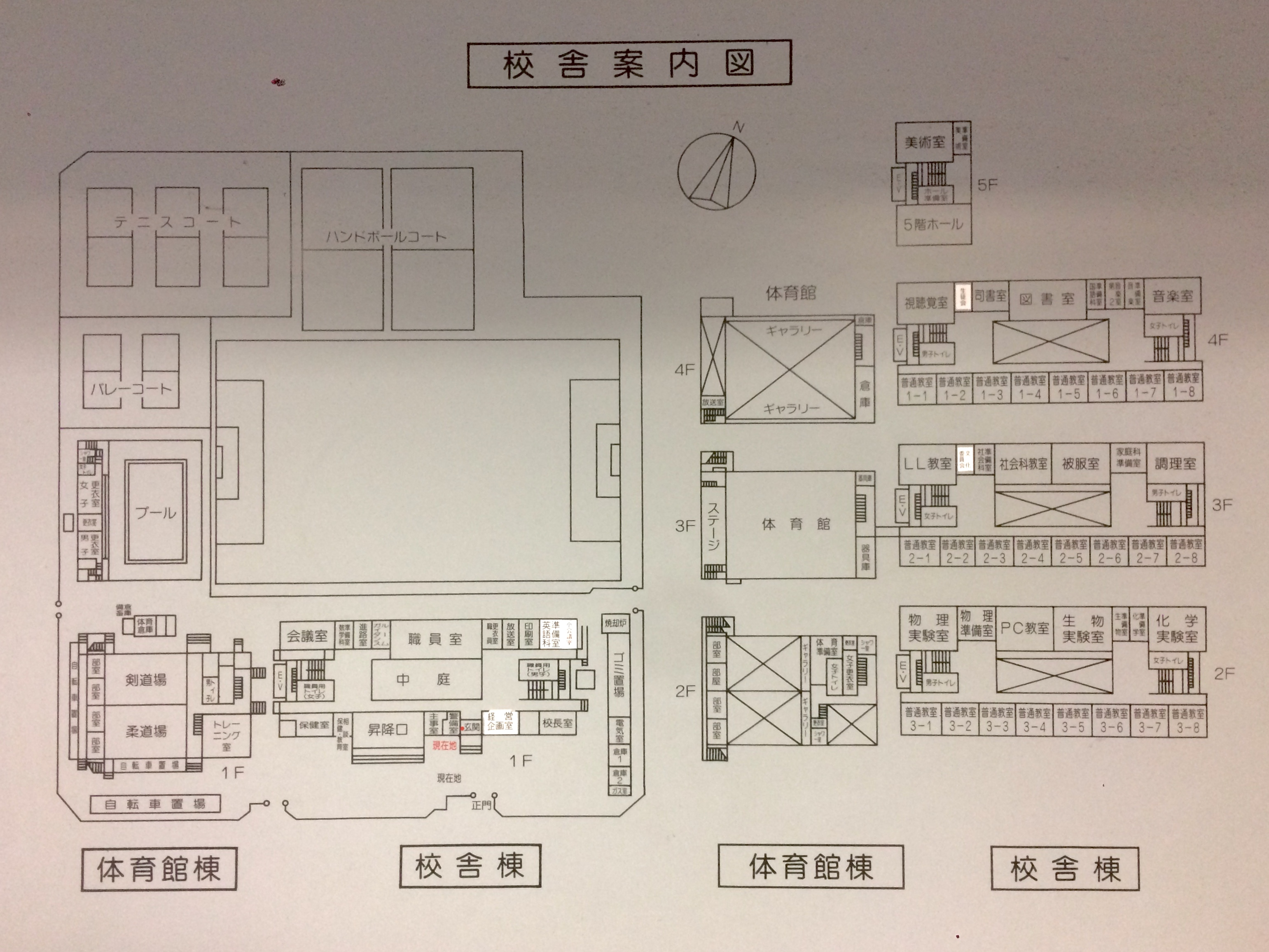
都立八王子東高校 校舎案内図

  - 屋上 - 25mプール（7レーン）、監視室
  - 1階 - 更衣室、シャワー室、機械室
- グラウンド
- バレーボールコート（2面）
- テニスコート（3面）
- ハンドボールコート（2面）
- 憩いの広場

## 高校関係者と組織

### 著名な卒業生

#### 政界
- 福安徹（2期）- 八王子市議会議員（第49代議長）、自由民主党三多摩議員連絡協議会会長

#### 財界
- 新谷学（5期）- 株式会社文藝春秋取締役執行役員・総局長、『文藝春秋』・『週刊文春』元編集長

#### 学術界
- 踊共二（1期）- 歴史学者、武蔵大学副学長、武蔵大学リベラルアーツ＆サイエンス教育センター教授
- 仁木恒夫（9期）- 法学者、大阪大学大学院法学研究科教授
- 生田目崇（11期）- 工学者、中央大学理工学部教授
- 増永浩彦（12期）- 気象学者、名古屋大学宇宙地球環境研究所准教授
- 海部健三（14期）- 生態学者、中央大学法学部教授
- 小林正治（14期）- 化学者、大阪工業大学工学部准教授
- 佐藤修二（14期）- 法学者、弁護士、北海道大学大学院法学研究科教授
- 近藤尚己（15期）- 公衆衛生学者、医師、京都大学大学院医学研究科教授
- 土屋敬広（15期）- 化学者、北里大学理学部准教授
- 大内正己（16期）- 天文学者、東京大学宇宙線研究所教授、国立天文台教授、カブリ数物連携宇宙研究機構科学研究員
- 増田直紀（16期）- 数学者、ミシガン大学教授
- 鈴木宏和（16期）- 生物工学者、鳥取大学工学部准教授
- 坪泰宏（16期）- 神経科学者、立命館大学情報理工学部教授（副学部長）
- 小野円佳（17期）工学者、東北大学大学院工学研究科教授

#### 文化界
- 永野のりこ（1期）- 漫画家、日本漫画家協会常務理事
- 若木未生（9期）- 小説家
- 坂口理子（13期）- 脚本家、テトラクロマット所属
- So hayashi（14期）- キーボーディスト、作曲家
- 小林剛（16期）- プロ雀士、麻将連合、U-NEXT Pirates所属
- 林祐介（18期）- 作曲家、第36回日本アカデミー賞優秀音楽賞受賞
- 相澤直人（19期）- 作曲家、編曲家、合唱指揮者、日本合唱指揮者協会副理事長、東京都合唱連盟副理事長、全日本合唱連盟東京支部副支部長、東京藝術大学・洗足学園音楽大学講師
- 中込遊里（25期）- 演出家、鮭スペアレ主宰
- 早矢塚かつや（29期）- 小説家

#### 芸能・マスメディア
- 青田典子（7期）- タレント、女優、歌手
- 川久保秀一（12期）- 歌手、ラジオパーソナリティ
- 山内あゆ（17期）- TBSアナウンサー
- 柴田幸子（19期）- フリーアナウンサー
- 吉野真治（19期）- テレビ朝日アナウンサー

#### スポーツ
- 飯島夏樹（7期）- プロウィンドサーファー / 代表作『天国で君に逢えたら』
- 谷川聡（13期）- 陸上競技選手、筑波大学人間総合科学研究科准教授、筑波大学陸上競技部監督・コーチ、2000年シドニーオリンピック・2004年アテネオリンピック代表

### 歴代校長・統括校長
| 代     | 氏名       | 就任年月               | 前職                                         | 備考                        |
| ------ | ---------- | ---------------------- | -------------------------------------------- | --------------------------- |
| 初代   | 石坂富司   | 1974年（昭和49年）11月 | 東京都立小石川高等学校 教頭                  |                             |
| 第2代  | 菱刈隆永   | 1980年（昭和55年）4月  | 東京都立千歳高等学校 教頭                    |                             |
| 第3代  | 諸橋孝明   | 1983年（昭和58年）4月  | 東京都立北高等学校長                         |                             |
| 第4代  | 佐々木純一 | 1988年（昭和63年）4月  | 東京都立城東高等学校長                       |                             |
| 第5代  | 吉澤靖     | 1991年（平成3年）4月   | 東京都立青梅東高等学校長                     |                             |
| 第6代  | 狩野宣雄   | 1993年（平成5年）4月   | 東京都立稲城高等学校長                       |                             |
| 第7代  | 中田道夫   | 1996年（平成8年）4月   | 教育庁指導部高等学校教育指導課長             |                             |
| 第8代  | 殿前康雄   | 1999年（平成11年）4月  | 東京都立羽村高等学校長                       |                             |
| 第9代  | 北沢好一   | 2003年（平成15年）4月  | 東京都立第五商業高等学校長                   |                             |
| 第10代 | 石川恵一郎 | 2009年（平成21年）4月  | 教育庁人事部主任管理主事                     | 統括校長                    |
| 第11代 | 吉田順一   | 2012年（平成24年）4月  | 西部学校経営支援センター学校経営支援担当課長 | 統括校長                    |
| 第12代 | 木下和彦   | 2016年（平成28年）4月  | 東京都立東村山高等学校長                     | 統括校長                    |
| 第13代 | 宮本久也   | 2018年（平成30年）4月  | 東京都立西高等学校長                         | 統括校長                    |
| 第14代 | 佐藤聖一   | 2023年（令和5年）4月   | 教育庁都立学校教育部教育改革推進担当部長     | 統括校長、本校卒業生（4期） |
| 第15代 | 山本勇     | 2025年（令和7年）4月   | 西部学校経営支援センター経営支援室長         | 統括校長                    |

### 著名な教職員
- 石坂富司 - 初代校長、勲四等瑞宝章
- 菱刈隆永 - 第2代校長、元国立歴史民俗博物館振興会普及部長
- 殿前康雄 - 第8代校長、翔凜中学校・高等学校理事長代行
- 宮本久也 - 第13代統括校長、元全国高等学校長協会会長
- 藤澤文洋 - 元英語科教諭、都立国立高校教諭

### 関連団体
- 八王子東高等学校同窓会 - 1979年創立。卒業生および現旧教職員約14,000名で組織され、親睦や互助を目的とした活動を行っている。同窓会報「桜庭（おうてい）」を発行している。
- 八王子東サポーターズクラブ - 2006年発足。PTAの枠を超えて本校の支援をすることを目的とする有志後援会。部活動合宿でのOBへの交通費補助、楽器等の部活動用品の購入や修理、行事等の支援を主な活動としている。
- 八王子東高等学校PTA - 1976年発足。開校当初より広報誌「志羅伽之（しらかし）」を発行している。
  - 山歩きの会 - 2009年発足。保護者による登山サークル。毎月山行きの定例会を行っていて、夏期には宿泊登山を行う。会員数は50名超。生徒卒業後2年を経過した年末まで在籍できる。白樫祭では会長が着ぐるみを着用することが名物となっている。

## 対外関係
姉妹校
- 台湾 高雄市立高雄高級中学 - 2011年より定期的に相互訪問を行っている。2016年に姉妹校提携締結。

協定締結校
- 東京外国語大学 - 2010年より、授業体験、大学紹介、留学生と本校生徒の交流などを行っている。

その他
- 東京都立大学 - 日野キャンパスと隣接しているため、本校催事の際の学内講堂の利用、本校生徒対象の大学紹介等の活動がある。

## 関連書籍
- 殿前康雄『都立高校は死なず―八王子東高校躍進の秘密』祥伝社新書、2005年4月。ISBN 978-4396110079。 - 元校長による著作。
- 宮本久也『検証 迷走する英語入試』岩波ブックレット、2018年6月。ISBN 9784002709840。 - 前校長による著作。
- 服部健太郎『路上―歌う高校教師』岩崎書店、2003年4月。ISBN 4-265-80118-8。 - 本校元英語科教諭による著作。
- 山崎謙『都立高校のすべてがわかる本』山下出版、2000年8月。ISBN 4-89712-111-6。